# Amphioplus echinulatus
Amphioplus echinulatus är en ormstjärneart som beskrevs av Ole Theodor Jensen Mortensen 1940. Amphioplus echinulatus ingår i släktet Amphioplus och familjen trådormstjärnor. Inga underarter finns listade i Catalogue of Life.